# Gúr Roland
Gúr Roland (Miskolc, 1983. augusztus 11.) jogász, a legnagyobb politikai ifjúsági világszervezet, az Ifjúsági Szocialista Internacionálé (IUSY) Ellenőrző Bizottságának elnöke, az Európai Parlament Szocialisták és Demokraták (S&D) frakciója luxembourgi delegációvezetőjének belsőpiaci és fogyasztóvédelmi ügyekért felelős tanácsadója és a Magyar Szocialista Párt Fogyasztóvédelmi és Életminőség Tagozata elnöke, aki egyben a párt képviselő-jelöltje volt a 2014. évi Európai Parlamenti választási lista harmadik helyén is.

## Tanulmányai
2002-ben érettségizett, a miskolci Herman Ottó Gimnázium első nyolcosztályos évfolyamában. Jogi diplomáját 2007-ben summa cum laude minősítéssel szerezte a Miskolci Egyetem Állam- és Jogtudományi Karán. Két évvel később, 2009-ben európai tanulmányokból diplomázott a franciaországi Université Nancy 2, Centre Européen Universitaire-en. 2013-ban abszolutóriumot szerzett a Miskolci Egyetem Deák Ferenc Állam- és Jogtudományi Doktori Iskola PhD képzésén. Tanulmányai során számos ösztöndíjban és kitüntetésben részesült: háromszor nyerte el a Miskolci Egyetem Állam- és Jogtudományi Kara Tanulmányi Emlékérmét, kétszeres köztársasági ösztöndíjas, majd a XXVIII. Országos Tudományos Diákköri Konferencián elért első helyezését követően, 2007-ben a rangos Pro Scientia Aranyéremmel is kitüntették. A 2008/2009-es tanévben a Francia Kormány ösztöndíjasa volt. Franciául, angolul és spanyolul beszél.

## Munkahelyei
2005-ben és 2006-ban egy-egy hónapon keresztül a Külügyminisztérium szakmai gyakornoka, előbb a Schengeni és Együttműködési Ügyek Osztályán, majd a Konzuli Jogi Osztályon. 2005 és 2007 között a Miskolci Jogi Szemle szerkesztőbizottsági tagja. Mindeközben, 2006 és 2007 között másfél éven keresztül a Miskolci Egyetem Nemzetközi Jogi Tanszékének demonstrátora. Első diplomája megszerzését követően, 2007 és 2010 között a Földművelésügyi és Vidékfejlesztési Minisztérium tisztviselője, előbb az EU Koordinációs és Nemzetközi Főosztályon, majd a Közösségi Ügyekért Felelős Szakállamtitkár Titkárságán. 2010-ben a Magyar Köztársaság Párizsi Nagykövetségén mezőgazdasági attasé. 2011 januárjától 2013 októbere végéig a Magyar Szocialista Párt Európai Parlamenti delegációjának titkára. 2013-tól közel másfél éven át a párt Fogyasztóvédelmi és Életminőség Tagozatának ügyvezető alelnöke, majd 2014 júniusától elnöke.
Szanyi Tibor és Kovács László mellett az MSZP kül- és Európa-politikai tárgyalódelegációjának tagja a 2013-as, „Szövetség a változásért!” programegyeztető tárgyalások során. Az MSZP 2013. október 19-i Kongresszusa a párt Európai Parlamenti listája harmadik helyén képviselő-jelöltnek választotta a 2014. május 25-i választásokra, ahol a párt végül csak két helyet szerzett. Tevékenységét öt évig Szanyi Tibor, az Európai Parlament Szocialisták és Demokraták (S&D) frakciója magyar tagjának irodavezetőjeként folytatta, majd 2020-tól kezdődően az S&D frakció luxembourgi delegációvezetője, Marc Angel belsőpiaci és fogyasztóvédelmi ügyekért felelős tanácsadója.
2014 januárjától a MSZP társult ifjúsági szervezete, a Societas nemzetközi titkára. Ugyanezen év márciusában az Európai Ifjú Szocialisták (YES) Választmánya tagjává választották, mely testületnek a mai napig tagja. 2015. májusától 2016 márciusi lemondásáig a jobboldali szélsőségek elleni küzdelemmel foglalkozó munkacsoport vezetője a YES-ben. A munkacsoport vezetéséről való lemondásának oka, hogy 2016. február 27-én a világ legnagyobb ifjúsági politikai szervezetének, a 93 országból 138 tagszervezetet tömörítő, Szocialista Ifjúsági Internacionálé (IUSY) Ellenőrző Bizottságának elnökévé választották. A szervezetben az elnöki és főtitkári pozíció mellett ez a tisztség a három legfontosabb poszt egyike. Magyar politikus ilyen magas pozíciót e szervezetben még soha nem töltött be.

### Társadalmi tevékenysége
2002 és 2006 között Budapest II. kerülete egyik szavazókörének szavazatszámláló bizottsági tagja, majd elnökhelyettese volt. Jelenleg is tagja a Pro Scientia Aranyérmesek Társaságának. Több mint 35 publikáció és cikk szerzője.

## Családja
Apja Gúr Nándor az MSZP Munkás, Foglalkoztatáspolitikai és Érdekvédelmi Tagozat elnöke, korábban országgyűlési képviselő, a Magyar Országgyűlés jegyzője és az MSZP alelnöke volt.

### Külső hivatkozások
- Adatlapja az MSZP honlapján